# 福宁卫
福宁卫是明代至清初的一处卫所。
洪武二十年（1387年）置，治所在福建布政司福寧州（今福建省寧德市霞浦县）东，属福建都指挥使司管辖，领大金千户所。清朝康熙三年（1664年）被废止。